# The Tale of Genji
The Tale of Genji is een compositie en muziekalbum van Isao Tomita. Tomita is voornamelijk bekend vanwege zijn pionierswerk binnen de elektronische muziek, maar componeerde ook klassieke muziek en lichte muziek. Voorbeelden daarvan zijn de muziek van de Japanse delegatie aan de Olympische Zomerspelen 1956 en diverse Japanse filmseries in de jaren 60.
The Tale of Genji is een fantasiesuite rond het leven aan het Japanse hof ongeveer 1000 jaar geleden met daarin een liefdesgeschiedenis; de muziek is dan ook bijzonder zoetsappig. Tomita componeerde het werk voor zangsolisten, instrumentale solisten, symfonieorkest en synthesizers/computerapparatuur.

## Musici
- Mari Uehara – zang, biwa
- Motokazu Shinoda – synthesizer
- Kohei Nishikawa – fluit
- Yuri Nishihara – sho, hichikiri
- Harue Hanafusa – koto
- Tokyo Philharmonisch Orkest – orkest o.l.v. Tomita

## Muziek
| Nr. | Titel                                                | Duur  |
| --- | ---------------------------------------------------- | ----- |
| 1.  | Overture                                             | 2:29  |
| 2.  | Spring Season - Cherry Blossom Viewing at the Palace | 8:01  |
| 3.  | Temple Prayers in the Northern Hill                  | 4:50  |
| 4.  | Lovely Maiden Murasaki                               | 4:54  |
| 5.  | Lady Aoi and Lady Rokujo                             | 8:55  |
| 6.  | Spirit                                               | 9:18  |
| 7.  | Ukifune by the Uji River in Snow                     | 11:48 |
| 8.  | Entering the Nunnery                                 | 9:06  |
| 9.  | Spring Returns                                       | 6:45  |

In 2004 verscheen een nieuwe versie opgenomen in een geluidsstudio in Londen (ook 1999) met als orkest het London Philharmonic Orchestra. Beide versies zijn moeilijk verkrijgbaar.